# Berberis calliobotrys
Berberis calliobotrys är en berberisväxtart som beskrevs av Emil Bernhard Koehne. Berberis calliobotrys ingår i släktet berberisar, och familjen berberisväxter. Inga underarter finns listade i Catalogue of Life.